# Magnus Arvidsson (fotbollsspelare)
Magnus Arvidsson, född 12 februari 1973, svensk före detta fotbollsspelare, anfallare. 

## Klubbkarriär
Magnus Arvidsson värvades av tyska FC Hansa Rostock från svenska Trelleborgs FF 1999. Arvidsson är den spelare som gjort flest mål för Rostock i Bundesliga. 2006 gick han till svenska Halmstads BK. Inför säsongen 2009 skrev han på ett halvårskontrakt med Helsingborgs IF och gick därmed som Bosman från Halmstad.
Arvidsson gjorde 1995 tre mål på under två minuter för IFK Hässleholm i en match mot Landskrona BoIS.
Den 30 maj 2009  tillkännagav Helsingborgs IF på sin hemsida att Magnus Arvidsson slutar med fotbollen. Orsaken var en svårrehabiliterad knäskada.

"Jag insåg att det inte fungerade längre. Ibland kändes det bra, ibland sämre. Ska man vara med och konkurrera i HIF:s A-lag så måste man vara hundraprocentig" kommenterade Magnus Arvidsson beslutet att sluta på hemsidan.
Efter sejouren i HIF gick han tillbaka till moderklubben Förslövs IF och blev spelande tränare.
Arvidsson var senare tränare i Vejby IF under fem säsonger men till säsongen 2022 lämnade han rollen och ersattes av Jonas Axeldal.

## Klubbar
- Förslövs IF (2009–2011)
- Helsingborgs IF (2009–2009)
- Halmstads BK (2006–2009)
- FC Hansa Rostock (1999–2006)
- Trelleborgs FF (1998–99)
- IFK Hässleholm (1995–97)
- Helsingborgs IF (1992–94)
- Förslövs IF (–1991)